# 薩迪納爾區
10°31′02″N 85°38′56″W / 10.51722°N 85.64889°W
薩迪納爾區（西班牙語：Sardinal），是哥斯達黎加的行政區，位於該國西北部瓜納卡斯特省，由卡里略縣負責管轄，面積240平方公里，海拔高度46米，2013年人口16,557人，人口密度每平方公里69人。